# Nogometni klub Novigrad
Il Nogometni klub Novigrad – Club di Calcio Cittanova, conosciuto semplicemente come Novigrad, è una squadra di calcio di Cittanova d'Istria in Croazia.

## Storia
Il Novigrad viene fondato nel 1947 e inizialmente prende parte alle competizioni organizzate dall'UCEF (Unione dei Circoli di Educazione Fisica) nel Territorio Libero di Trieste. Nell'autunno 1951 si affilia - insieme a tutte le altre squadre della zona B del TLT - alla federazione calcistica della Jugoslavia e per quarant'anni milita nel campionato jugoslavo; dopo la dissoluzione di essa, nel 1991, passa in quello croato. Rimane nelle divisioni regionali dell'Istria fino al 2010, quando viene promosso in Četvrta HNL, la prima divisione interregionale. Nel 2012 viene la promozione in terza divisione) e subito dopo si piazza secondo nel 2014 dietro l'Opatija e nel 2016 vince il campionato e sale in seconda divisione.
L'avventura in Druga liga dura due stagioni, poi il Novigrad ritorna in Treća HNL.

### Accademia calcio
Nel 2012 viene fondata la Nogometna akademija NK Novigrada (l'accademia calcistica del NK Novigrad) grazie alla sinergia fra il club, la città e Laguna Novigrad (hotel e camping). Lo scopo è quello di valorizzare talenti locali e di provvedere alla loro crescita personale (viene fatto anche un accordo con l'università di Urbino).

## Cronistoria

### Palmarès
Treća HNL
- 2016 (Ovest)

Kup Nogometnog saveza Županije Istarske (Coppa della regione istriana)
- 2013, 2014, 2016, 2017

## Strutture

### Stadio
Il Novigrad disputa le partite casalinghe allo Stadio Lako, un impianto da 1500 posti.